# Seezeichenversuchsfeld
Das Seezeichenversuchsfeld war zwischen 1887 und 2000 die zentrale Entwicklungs- und Koordinierungsstelle für das deutsche Seezeichenwesen.

## Die Anfänge

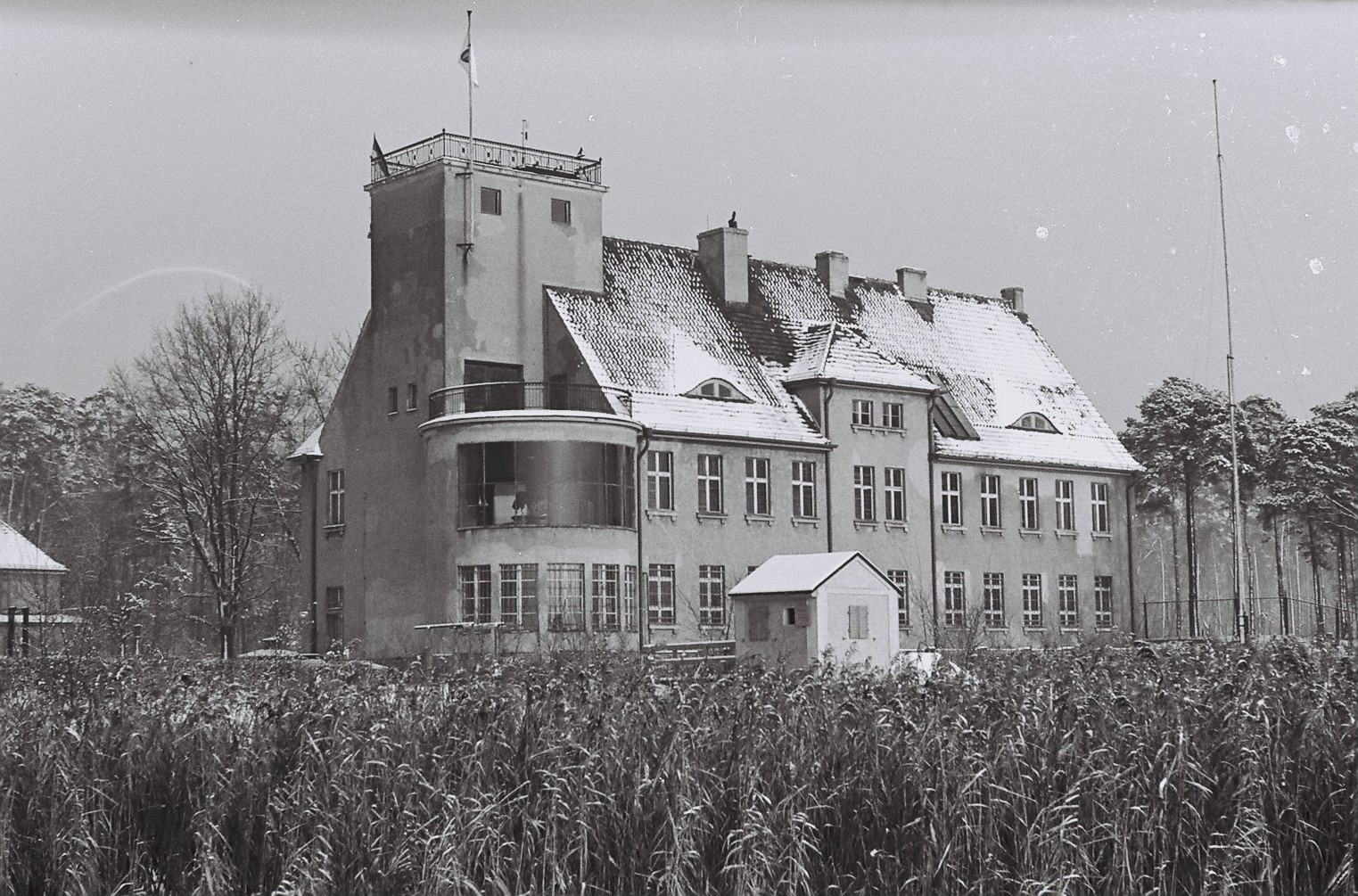
Dienstgebäude des Seezeichenversuchsfeldes Friedrichshagen 1952

Das Seezeichenversuchsfeld wurde 1887 zunächst als Versuchsstation und Materialien-Niederlage für die Leuchtfeuer der Preußischen Ost- und Nordseeküste (⊙) in Nachbarschaft zur 1857 gegründeten Vulcan-Werft in Bredow bei Stettin eingerichtet. Im federführenden preußischen Ministerium der öffentlichen Arbeiten wurde dann im Jahre 1900 für das Seezeichenwesen ein selbstständiges technisches Referat geschaffen und ein Fachausschuss eingesetzt sowie ab 1902 eigene Versuchsräume eingerichtet. Ab Mai 1904 wurden unter zwei dafür hergerichteten Stadtbahnbögen in Berlin-Moabit weitere Versuche unternommen. Da die Ansprüche und der Bedarf an Versuchen und Schulungsmöglichkeiten schnell wuchs, wurde in der Nähe von Berlin ein Gelände gesucht, auf dem und von dem aus auch aufwendigere Versuche mit Leucht- und Schallsignalen über einer größeren Wasserfläche unternommen werden könnten. Die Wahl fiel auf ein Gelände (⊙) am Nordufer des Müggelsees in Friedrichshagen in unmittelbarer Nachbarschaft zum Königlichen Institut für Binnenfischerei. Von hier aus hatten im Jahr 1909 unter Leitung von Walter Körte, dem ersten Referenten für das Seezeichenwesen im Ministerium der öffentlichen Arbeiten, Versuche stattgefunden, die „Hertzschen Wellen“ für den Nebelsignaldienst nutzbar zu machen. Am 1. April 1913 wurde diese nun „Seezeichen-Versuchsfeld Friedrichshagen“ genannte neuen Dienststelle mit großzügigen Versuchsräumen, Werkstätten, Lagern, Laboratorien und einem Vortragsraum eingeweiht.

## Nach dem Ersten Weltkrieg
Nach dem Ende des Ersten Weltkrieges und des Deutschen Kaiserreiches sowie der darauf folgenden Phase der politischen und wirtschaftlichen Neuorientierung wurde unter Federführung des neu gegründeten Reichsverkehrsministeriums nun besonders die Weiterentwicklung bei der Anwendung von elektromagnetischen Wellen und von Unterwasser-Schallsignalen vorangetrieben. Auf Grund des schnellen technischen Fortschritts und des stark gestiegenen Arbeitsumfanges – fortan auch zu Fragen der internationalen Zusammenarbeit – war ein Erweiterungsbau notwendig geworden, dessen Räume im Sommer 1929 eingerichtet und in Betrieb genommen wurden.
Anlässlich der dritten internationalen Seezeichenkonferenz 1937 in Berlin beschrieb Bruno Illing, der damalige Leiter des Seezeichenreferates im Reichsverkehrsministerium, die wesentlichen Aufgaben des Seezeichenversuchsfeldes in Berlin-Friedrichshagen in knapper Form so:

„Wissenschaftliche Vorarbeit mit dem Ziele steter Vervollkommnung der Seezeichenanlagen, Verwertung von Forschungsergebnissen auf dem Gebiet des Licht-, Schall- und Funkwesens; Entwicklung neuer Geräte und Prüfung auf ihre Brauchbarkeit für das Seezeichenwesen.“

## Während des Zweiten Weltkrieges
Bereits in den Jahren vor dem Zweiten Weltkrieg waren zwischen dem Reichsverkehrsministerium und dem Oberkommando der Kriegsmarine Maßnahmen für einen „Spannungsfall“ vorbereitet worden. So behielt während des Zweiten Weltkrieges die Seezeichenverwaltung im Reichsverkehrsministerium, einschließlich des beratenden und versorgenden Seezeichenversuchsfeldes in Berlin-Friedrichshagen, die fachliche Leitung. Der unmittelbare Einsatz der verschiedenen Seezeichen wurde aber durch die Arbeitsgruppe Nautik im Oberkommando der Kriegsmarine bestimmt und durch das dem Oberkommando unterstellte Lotsenkommando und Seezeichenamt der Jade (LKS) in der Marinestation der Nordsee in Wilhelmshaven umgesetzt. In der Endphase des Krieges hatte das LKS aus Luftschutzgründen bereits einen Teil seines Materials nach Rendsburg am Nord-Ostsee-Kanal verlagert.

## Nach dem Zweiten Weltkrieg in der britischen Besatzungszone / BRD
Nach dem Ende des Zweiten Weltkrieges wurde, entsprechend der bereits 1943 in der Moskauer Deklaration von den Alliierten beschlossenen Entmilitarisierung Deutschlands, auch der Stützpunkt der deutschen Kriegsmarine in Wilhelmshaven durch die britische Besatzungsmacht (CCG/BE) aufgelöst. Somit unterlag auch das Lotsenkommando der Kriegsmarine mit seinem Tonnenhof, seinen Schiffen und seinen Seezeichenaufgaben den Demobilisierungsbestimmungen. Die Alliierten hatten jedoch, auch wegen der großflächigen Verminung von Nord- und Ostsee, ein starkes Interesse daran, dass alle Seezeichen, wie z. B. Leuchttürme, Tonnen, Bojen und Baken, unverzüglich wieder in einen normalen Zustand versetzt und zuverlässig betrieben werden. Die Wasserstraßendirektionen und ihre Ämter nahmen daraufhin unter Kontrolle der Alliierten ihre Arbeit wieder auf. Das übrige Material des vormaligen Seezeichenamtes der Kriegsmarine (einschließlich der für diese Aufgaben notwendigen Schiffe) wurde nun zunächst auch von Wilhelmshaven nach Rendsburg verlegt. Da ein Großteil der Einrichtung des Seezeichenversuchsfeldes in Berlin-Friedrichshagen 1945 als Reparation von der sowjetischen Besatzungsmacht (SMAD) abtransportiert worden war und der Standort, einschließlich der wesentlichen bisheriger Zulieferunternehmen, nun in der sowjetischen Besatzungszone lag, war zunächst die Einrichtung eines neuen Seezeichenversuchsfeldes in Rendsburg geplant, das auch die Versorgung mit Ersatzteilen und Betriebsmitteln für die Seezeichen an den Küsten und Wasserstraßen der britischen Besatzungszone sicherstellen sollte. Im Juli 1946 wurde das LKS von Wilhelmshaven endgültig auf das Gelände des Wasserbauamtes (⊙) in Brunsbüttelkoog an der Einmündung des Nord-Ostsee-Kanals in die Elbmündung verlegt und das Seezeichenamt Brunsbüttelkoog gegründet. Das LKS gehörte als Einheit der Kriegsmarine bislang nicht zur zivilen Wasserstraßenverwaltung und stand noch immer unter der unmittelbaren Kontrolle der Royal Navy.
Erste Bestrebungen, eine neue (möglichst zentrale) zivile Seezeichenverwaltung aufzubauen, gab es unter maßgeblicher Mitwirkung von Gerhard Wiedemann in Kiel und Hamburg. Am 1. Oktober 1946 wurde ein neues Seezeichenreferat in der Seehäfen-Generaldirektion in Hamburg tätig, die am 1. März 1947 in Hauptverwaltung des Seeverkehrs des amerikanischen und britischen Besatzungsgebietes (HV See) umbenannt wurde. Am 10. Juni 1947 ging die fachliche Aufsicht über das Seezeichenamt Brunsbüttelkoog dann auf die HV See über. Die britischen Besatzungsbehörden erklärten sich nun auch damit einverstanden, dass auf dem Gelände in Brunsbüttelkoog ein neues Seezeichenversuchsfeld eingerichtet wird – als Ersatz für das frühere Seezeichenversuchsfeld in Berlin-Friedrichshagen. Das Seezeichenlager in Rendsburg wurde daraufhin nach Brunsbüttelkoog überführt und hier Werkstatt-, Versuchs- und Lagerräume provisorisch eingerichtet. Von hier aus wurden nun die zu dieser Zeit vorhandenen 433 Leuchtfeuer, 216 Leuchttonnen, 171 Bojenleuchten, 1743 Fahrwassertonnen, 11 Feuerschiffe und 43 Luftnebelsignalstellen praktisch betreut. Problematisch war hierbei zunächst, dass von den neun, teils nur behelfsmäßig ausgerüsteten Bereisungsschiffen und Tonnenlegern sieben von den Alliierten als Reparationsleistungen beansprucht wurden.
1957 siedelte das Seezeichenversuchsfeld (wegen der zunehmenden Bedeutung der Entwicklung von Signalen und Zeichen für Binnenwasserstraßen und auch wegen der Nähe zum nun federführenden Bundesverkehrsministeriums in Bonn) nach Koblenz über, wo am Ufer der Mosel neue Gebäude (⊙) mit entsprechend ausgestatteten Räumen errichtet worden waren.

## Nach dem Zweiten Weltkrieg in der sowjetischen Besatzungszone / DDR
In der sowjetischen Besatzungszone hatte der ehemalige Referent im Reichsverkehrsministerium Bruno Illing, nun Abteilungsleiter in der Forschungsanstalt für Schiffahrt, Gewässer- und Bodenkunde der Generaldirektion Schiffahrt, seit Januar 1946 versucht, das Seezeichenwesen (einschließlich der Aufgaben des Seezeichenversuchsfeldes) neu zu organisieren. Eine Bestandsaufnahme im April 1946 ergab, dass von den 67 Leuchtfeuern entlang der mecklenburg-vorpommerschen Küste nur noch 23 in Betrieb waren und es an Tonnen, Bojen und Betriebsmitteln, wie Propan und Trockenelementen, fehlte. Wegen Perspektivlosigkeit und aus Sorge um seine Pensionsansprüche setzte sich Bruno Illing im September 1947 von Berlin nach Hamburg ab und war dort bis zum Februar 1949 in der HV See für des Seezeichenreferat beratend tätig. Der Zustand der ausliegenden Betonnung konnte lange Zeit nur eingeschränkt überprüft werden, da geeignete Fahrzeuge, wie z. B. das damalige Seezeichenschiff Arkona, als Reparationsleistung an die Sowjetunion gegangen waren.
1950 wurde dann in der DDR der Seehydrographische Dienst (SHD) gegründet, der 1952 mit seinem Seezeichendienst der Ostsee auch die Verantwortung für die Seezeichen entlang der mecklenburg-vorpommerschen Küste übernahm. Das alte Seezeichenversuchsfeld in Berlin-Friedrichshagen unterstützte mit seiner verbliebenen Einrichtung die Arbeit der Tonnenhöfe in Wismar, Warnemünde, Stralsund und Karlshagen bei der Beschaffung von Betriebsmitteln und Technik sowie durch begrenzte wissenschaftliche Arbeit. 1955 wurde die verbliebene Ausrüstung nach Stralsund auf die Insel Dänholm verbracht und dort eine Werkstatt errichtet. 1965 wurde der SHD mit Sitz in Rostock dem Kommando der Volksmarine unterstellt. Als DDR-Nachfolger des Friedrichshagener Seezeichenversuchsfeldes wurde 1967 auf der Stralsunder Insel Dänholm die vorhandene Werkstatt zu einer Seezeichenprüfstelle ausgebaut. Ihre Aufgaben gingen 1990 in die Verantwortung des SV in Koblenz über. Eine offizielle Zusammenarbeit zwischen dem SHD und der Wasser- und Schifffahrtsverwaltung des Bundes gab es nicht. Kontakte bestanden bei Zusammenkünften auf den in mehrjährigen Abständen stattfindenden Seezeichenkonferenzen der IALA zwischen 1975 und 1990. Im Rahmen der regelmäßigen Zusammenkünfte der Vertreter der DDR mit Vertretern der BRD in der gemeinsamen Grenzkommission wurden die Betonnung der Seegrenze in der Ostsee und der Betonnung im Schaalsee kontrolliert und erforderliche Festlegungen getroffen.

## Nach der deutschen Wiedervereinigung
Von 2000 bis 2022 wurde in Koblenz das Aufgabengebiet von der Fachstelle der WSV für Verkehrstechniken innerhalb der Wasserstraßen- und Schifffahrtsverwaltung des Bundes (WSV) weitergeführt. Seit Januar 2023 ist das Amt für Binnen-Verkehrstechnik zuständig.
Die Aufgaben der Einrichtung bestehen heute – der über 130-jährigen Tradition folgend – in Forschung, Entwicklung, Prüfung und Betreuung geeigneter Systeme, Anlagen, Geräte und Verfahren für die Sicherung und Erleichterung des Schiffsverkehrs auf Bundeswasserstraßen im Binnen- und Seebereich einschließlich der Hohen See.

## Leiter des Seezeichenversuchsfeldes über ein Jahrhundert
- 1900–1913: Walter Körte in Berlin (zugleich erster Referent für das Seezeichenwesen im preußischen Ministerium der öffentlichen Arbeiten) – Nach ihm wurden zwei Tonnenleger benannt, 1926 (1944 vor Swinemünde nach Minentreffer gesunken) und nochmals 1957 (bis 1984 im Einsatz).
- 1914–1933: Gustav Meyer in Berlin (zugleich Leiter des Seezeichenreferates im Reichsverkehrsministerium) – Nach ihm wurde 1966 der Tonnenleger Gustav Meyer benannt.
- 1933–1945: Bruno Illing in Berlin - (zugleich Leiter des Seezeichenreferates im Reichsverkehrsministerium) – Nach ihm wurde 1968 der Tonnenleger Bruno Illing benannt.
- 1949–1954: Wilhelm Ochmann in Brunsbüttelkoog (unter Gerhard Wiedemann, bis 1971 Leiter des Referates für Schifffahrtszeichen im Bundesverkehrsministerium in Bonn)
- 1955–1979: Hans-Joachim Haase in Brunsbüttelkoog und ab 1957 in Koblenz (unter Wolfgang Hartung, von 1971 bis 1991 Leiter des Referates für Schifffahrtszeichen im Bundesverkehrsministerium in Bonn)
- 1979–1984: Hans-Peter Dick in Koblenz (unter Wolfgang Hartung, von 1971 bis 1991 Leiter des Referates für Schifffahrtszeichen im Bundesverkehrsministerium in Bonn)
- 1984–2000: Helmut Kuhlbrodt in Koblenz (unter Ulrich Klinge, von 1991 bis 1999 Leiter des Referates für Schifffahrtszeichen im Bundesverkehrsministerium in Bonn)